# Karla Trippel
Karla Trippel (* 1964 in Stuttgart) ist eine deutsche Schauspielerin.

## Leben
Von 1985 bis 1988 studierte Karla Trippel an der Hochschule für Musik und Darstellende Kunst Stuttgart Ihren Abschluss machte sie bei Professor Hans Peter Doll. Ihr Bühnendebüt gab Trippel 1987 am dortigen Theater Rampe, an dem sie bis 1990 spielte. Weitere Stationen ihrer Bühnenlaufbahn waren unter anderem das Kellertheater in Innsbruck, das Staatstheater Wiesbaden, das Schillertheater in Berlin, das Theater Bonn und die Salzburger Festspiele. Mit dem Berliner Hebbel-Theater war sie zwischen 1992 und 1995 in dem Stück Doctor Faustus Lights the Lights (Regie: Robert Wilson) auf Europa-Tournee. Von 1996 bis 1998 hatte Trippel ein Engagement am Zimmertheater Tübingen, daran schloss sich bis 2000 eine Verpflichtung an das bat-Studiotheater in Berlin an. Ab der Jahrtausendwende spielte sie am Theater Bremen, bei den Tiroler Volksschauspielen in Telfs, am Theater Bielefeld und am Oldenburgischen Staatstheater.
Unter der Vielzahl der Rollen Karla Trippels waren unter anderem die Ismene in Antigone unter der Regie von Leander Haussmann, die Leonore Sanvitale in Torquato Tasso von Johann Wolfgang von Goethe und in den Shakespeare-Stücken Ein Sommernachtstraum und Viel Lärm um nichts die Hermia bzw. die Margarethe. Auch "tierische" Rollen finden sich in Trippels Repertoire, so spielte sie in Wiesbaden die Titelrolle im Gestiefelten Kater nach den Gebrüdern Grimm und in Bielefeld in entsprechenden Bühnenfassungen das Huhn Prilla in Pettersson und Findus nach den Kinderbüchern von Sven Nordqvist und das Hausschwein Wutz in Urmel aus dem Eis nach Max Kruse.
Seit Mitte der 2000er Jahre wirkt Karla Trippel auch immer wieder vor der Kamera. Neben Gastauftritten in Serien wie SOKO Wismar, Ein starkes Team oder Unschuldig, war sie 2011 in einer kleinen Rolle in der internationalen Produktion Unknown Identity in der Regie von Jaume Collet-Serra zu sehen. In der Doku-Reihe MDR Zeitreise des Mitteldeutschen Rundfunks spielte sie neben Martin Brambach als Lenin dessen Ehefrau Nadeschda Krupskaja.
Karla Trippel lebt in Berlin.

## Filmografie (Auswahl)
- 2004: Klassenfahrt – Geknutscht wird immer
- 2005: Vollgas – Gebremst wird später
- 2007: Nur ein kleines bisschen schwanger
- 2007: Tatort: Sterben für die Erben
- 2007: Der Dicke – Falsche Fährten
- 2008: Kill or Be Killed (Kurzfilm)
- 2008: Unschuldig – Isabella
- 2008: Dr. Psycho – Die Bösen, die Bullen, meine Frau und ich – Tiefschläge
- 2009: Ein starkes Team – Geschlechterkrieg
- 2009: Krimi.de – Filmriss
- 2010: Live Stream
- 2010: SOKO Wismar – Mord mit Ansage
- 2010: SOKO Stuttgart – Babymacher
- 2011: Unknown Identity
- 2011: Die alte Frau (Kurzfilm)
- 2011: Heiter bis tödlich: Nordisch herb – Frau über Bord
- 2011: Schmidt & Schwarz
- 2012: Beutolomäus und der falsche Verdacht
- 2013: Harry nervt
- 2013: SOKO Stuttgart – Die Schamanin
- 2013: Christine. Perfekt war gestern! – Schöne Scheidung
- 2014: Mord mit Aussicht – Spuk in Hengasch
- 2015: Polizeiruf 110: Ikarus
- 2015: Spreewaldkrimi – Die Sturmnacht
- 2016: MDR Zeitreise – Lenin, die Deutschen und der Zarenmord
- 2018: Pauls Weihnachtswunsch
- 2022: Der König von Palma
- 2022: Der Zürich-Krimi: Borchert und die bittere Medizin